# Фесенко, Ефим Иванович
Ефи́м Ива́нович Фесе́нко (1850—1926) — русский типограф и издатель; работал в Одессе.

## Биография
Родился 1 апреля 1850 года[по какому календарю?] в селе Головеньки Борзнянского уезда Черниговской губернии в семье бедных казаков.
Утверждается, что 2 января 1869 года, имея с собой еды на три дня и три рубля, Ефим Фесенко покинул родительский дом; пешком добрался до Нежина, а потом до Киева, где заработав денег, отправился в Одессу. Фесенко устроился в старейшую одесскую типографию Францова, которой руководил в то время его сын Эммануил Петрович. Вскоре он стал компаньоном Францова, а ещё через некоторое время решил открыть собственное дело.
В 1883 году в доме Маврокордато на Греческой улице состоялось открытие типографии Фесенко. Изначально типография состояла всего из семи работников и двух хозяев — самого Ефима Фесенко и его жены Веры Феодосеевны. Дела пошли успешно. Фесенко видел перспективы развития, в случае необходимости умеренно рисковал и удачно пользовался возможностями получить большие заказы и расширить дело. Вскоре типография переехала в двухэтажный дом на Ришельевской, 47. Реконструкцией занимался архитектор Л. Ф. Прокопович, который больше специализировался на церковной архитектуре. Впоследствии по его проектам для Фесенко были построены два доходных дома на ул. Отрадной, 6 и 8, при проектировании которых строитель применил совершенно не свойственные его творчеству черты неоготической архитектуры.
Позже Фесенко достроил третий этаж, докупил новое оборудование, которое вместе с сыновьями тщательно подбирал и покупал в Европе. В начале XX века типохромолитография Ю. И. Фесенко стала известным издательством Одессы. Её продукция выходила тысячными тиражами и хорошо распространялась. Издательство Фесенко получило известность по всей Российской империи. Его продукция получила четыре наградные медали на зарубежных выставках, в частности первый приз на Всемирной миланской выставке 1897 года за представленные литографии.
Характер издательской продукции был разнообразный: от роскошных, дорогих книг, икон до впервые выданных Фесенко тетрадей в линию и маленьких дешёвых образков. Фесенко издавал лубочные картины в украинском стиле, открытки с текстами народных песен и нотами, иллюстрированные художником А. Ждахой и книги этнографически-бытового содержания. Издатель сделал значительный вклад в развитие украинской культуры. Ефим Фесенко отличался особой приверженностью к украинской литературе. Большая часть украинских изданий Одессы до 1917 года вышла из типографии Фесенко, многие из которых он издавал за свой счёт. Так, к 75-летнему юбилею со дня рождения Т. Г. Шевченко в исполнении одесского типографа были изданы пьеса «Назар Стодоля», поэмы «Катерина» и «Москалева криница». Фесенко в основном выпускал издания, доступные всем, поэтому использовали дешёвую бумагу и незамысловатую графику иллюстраций. Книги продавались во всех книжных лавках. Сведения о стоимости изданий, нанесенные типографским способом на печатных обложках книг: «Москалева криница» стоила 7 копеек, а «Назар Стодоля» — 15 копеек. При этом среднемесячный заработок в Российской империи в 1889 году составлял около 13—16 рублей. При наборе текста в этих книгах использовалась русская орфография, так называемая «ярыжка». «Ярыжка» была объявлена обязательной к применению для украинской печати в царской России Эмсским указом (1876 год). Его книги и иконы распространялись в Сербии, Болгарии, на Кавказе, в Средней Азии, на Синае, в Иерусалиме, в Греции, на Афоне и даже в Риме.
Фесенко заботился о достойных условиях труда рабочих, помогал решать личные проблемы: например, оплачивал свадьбы, регулярно предоставлял в распоряжение своих служащих собственную дачу с полным пансионом.
При советской власти в 1919 году предприятие было национализировано, но Ефим Фесенко оставался его бессменным директором до своей смерти 17 мая 1926 года. Был похоронен на 2-м Христианском кладбище (уч. 1).
До 1944 года типография самостоятельным предприятием, а затем была передана Книжной фабрике. В 1965 году, после реорганизации, на базе этого цеха была создана «Одесская городская типография».

## Память
28 апреля 2016 года согласно закону Украины «Об осуждении коммунистического и национал-социалистического (нацистского) тоталитарного режимов и запрет пропаганды их символики» и политики декоммунизации Украины в Одессе было переименовано несколько улиц. В частности, была увековечена память Фесенко и его именем назвали бывшую улицу Петровского.

## Семья
Женился 9 ноября 1877 года на Вере Федосьевне Гавриловой (1861—1931). Их дети:
- Мария (17.10.1878—1970) — жена профессора-искусствоведа Мстислава Владимировича Фармаковского
- Анастасия (07.03.1881—1947)
- Наталья (23.08.1883—1928) — жена Виктора Александровича Журова (1879—1950)
- Владимир (22.07.1886—?)
- Николай (05.12.1887 — после 1944)
- Ольга (12.07.1888—26.01.1890)
- Евгения (22.12.1891—06.06.1978), со 2.3.1921 в браке с Н. Хренниковым
- Сергей (20.09.1893—1938)
- Александр (1896—?)